# 李阳
李阳（1969年6月22日—），出家后法名延依，祖籍山西襄汾汾城镇南关村，生于江苏常州武进奔牛镇（今属新北区），中国教育人士、企业家、演说家、英语口语教育者，“疯狂英语”创始人，提倡用大声重复诵读英语达到学习的方法。其曾提出“让三亿中国人讲一口流利的英语”和“让中国之声响彻世界”。

## 生平

### 早年经历
李阳出生于江苏省常州市武进县奔牛镇（今属新北区），祖籍山西省襄汾县汾城镇南关村，出生不久便随父母前往新疆。父母六十年代大学毕业后为响应中国共产党的号召，志愿支援边疆建设。他中学的学习状况很不理想，1985-1986年高三期间因对学习失去信心曾几欲退学，1986年，自新疆实验中学进入兰州大学工程力学系学习。大一、大二时期，多次补考英语，此后，李阳开始摒弃了偏重语法训练和阅读训练的传统，另辟蹊径，从口语突破，并独创性将考试题变成了朗朗上口的句子，然后脱口而出。李阳在1988年大学英语四级考试中获得全校第二名。此外，李阳还和同学合作，用自己的方法进行同声翻译训练，更是提出了全新的、简单的翻译标准。

### 发明“疯狂英语”
李阳在大学就读期间，在这些方法基础上，摸索总结出一套独特的以一个非英语专业的英语学习失败者为基点的英语学习方法，并因此发明了疯狂英语。1989年，李阳首次公开发表演讲介绍这套方法，并开始到各大、中学校传授疯狂英语。这种学习方法已有多名人士受惠，包括青年作家滴呐、王帅等。
李阳于1990年大学毕业后被分配到西安西北电子设备研究所当了一年半助理工程师，从事军事和民用卫星地面站工作，工作期间他坚持每天清晨在单位九楼顶大喊英、法、德、日语，进一步实践和完善这一独特的学习方法。

### 进入广州
1992年，因英语水平出色，李阳被调入中国第一家省级英语电台广东人民广播电台英文台（已停播），担任新闻播音员，同时主持广州电视台英语新闻节目，是广州地区最受欢迎的英语播音员之一。李阳所配音的广告在香港和东南亚电视台广泛播送。他也是广州著名的独立口译员、双语主持人和美国驻广州领事馆文化处、农业处和商务处的特邀翻译，被人誉为“万能翻译机”，圆满地完成了各项口译任务。在中美关系处于紧张状态的1993年底，李阳担任了美国众议院外交委员会首席顾问理查德·布什先生关于“克林顿当选总统以来美国对华政策的制订过程”重要演讲的现场口译，获得了中美双方的高度赞赏，会后收到美国外交委员会的特别感谢信。
他的英语引起不少外国记者的好奇，美国广播公司、英国广播公司、香港电台、日本放送协会、苏格兰国家电视一台以及加拿大国际广播电台均有采访过他。
1994年，他离开广东电台，创办李阳克立兹·国际英语推广工作室（即目前的李阳疯狂英语教育集团），负责在中国普及英文、向世界传播中文的事业。李阳向全国赠送了五百多万套学习卡，为革命老区培训师资并赠送了二十多万元人民币的学习资料。他的授课方式也不一样，几乎几千人甚至几万人一起上课。当时国内外一百多家报纸、杂志，数十家电视台、广播电台都报道了李阳的事迹和方法。

### 目前发展
在事业成功的同时，李阳也从事着慈善事业，赞助了许多希望小学。1999年导演张元曾拍摄了一部名为《疯狂英语》的纪录片，但李阳认为纪录片表述不够准确。2008年曾为北京奥运会志愿者英语口语培训总教练。

#### 家暴事件
和李阳在事业上的成功不符，李阳在家庭上的问题也被媒体反复提及。1995年5月，李阳与林某结婚，1999年4月，双方协议离婚。李阳与美国籍女子李金（Kim Lee Li）于1999年相识。2000年5月，李阳与林某复婚。同年9月，李金与前夫在美国解除婚姻关系，年末，李金与李阳开始共同生活。2002年，李金在美国生下李阳的长女。2005年，李金与李阳在美国领取结婚证书，在中国驻洛杉矶总领事馆公证认证。2006年，李阳与林某离婚，同年李金生下次女。2008年，李金生下三女。2010年，李阳与李金在中国登记结婚。2011年9月，李阳之妻在新浪微博上控诉李阳对其疯狂实施家庭暴力并要求离婚，李阳承认施暴，并同其妻子一道在接受心理治疗。随后，李阳曾经重婚的事实也因此被公众知晓。2013年2月3日，李阳离婚案宣判，法院判决准许离婚，认定李阳存在家庭暴力、重婚行为，三个女儿由其妻李金抚养，李阳并支付妻子1200万元作为赔偿。
2014年2月13日，李阳前妻李金举证了李阳东莞嫖娼、重婚等新证据，不过李阳表示此事子虚乌有。
2019年12月4日，李阳就家暴前妻李金一事道歉，也感谢前妻原谅了自己，未来两人还会继续一起抚育孩子。
2021年8月31日，李阳委托律师发声明回应家暴一事，声明称李阳就该事件无条件向公众道歉，同时解释事件起因是李阳与前妻Kim在教育女儿方式上存在分歧。

#### 加入直销事业
2013年11月4日，李阳在博客中称加入直销公司安丽，2014年1月14日退出安丽，加入中国直销公司富迪健康科技，并表示将投入10亿人民币，建立1000所英语特色希望小学，培训10万名农村英语老师，培训1000万名合格家长，捐赠价值3亿元的正版英语教材，为全国贫困地区的中小学派驻1万名优秀的英语教师，全面推进中国的英语普及与中国英语和家庭教育的全面发展。

#### 皈依佛门
2014年7月26日，李阳在河南登封少林寺皈依佛门，师从少林寺方丈释永信，法名“延依”。李阳称：“因为我要在全球范围推广疯狂汉语，很多外国人要来这里学武术。少林寺相当于一个中外交汇的地方。这是促成这次皈依行为的一个重要历史原因。”李阳成为少林弟子之后，有“李阳学武功继续家暴”、“领了皈依证旅游有优惠”、“以后学英语就上少林”、“和尚也要过四六级了”等嘲讽与猜测。有脱口秀调侃李阳信佛之后，少林寺的僧人读经不是念经，而是“吼经”。

## 家庭
- 前妻：林某
- 前妻：李金（Kim Lee Li），美籍
- 大女儿：李丽
- 二女儿：李娜
- 三女儿：李华
- 儿子：李论语 (2023年出生)

## 现任职务
- 北京爱国者理想飞扬教育科技有限公司 董事长
- 广东李阳文化教育发展有限公司（李阳疯狂英语教育集团） 董事长